# Johann Josef Keller

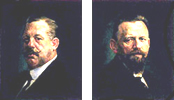
Johann Josef Keller (links) und Jakob Knappich

Johann Josef Keller (* 3. Februar 1870 in Augsburg; † Mai 1926 ebenda) ist einer der Firmengründer von KUKA (heute: KUKA Systems, KUKA Roboter und KUKA AG).

## Leben
Johann Josef Keller war der Sohn von Johann Nepomuk Keller (Floßmeister und Platzwirth) und Johanna Grasberger. Johann Josef Keller wurde am 12. Mai 1926 auf dem Westfriedhof in Augsburg begraben. 1898 gründete Johann Josef Keller zusammen mit seinem Freund Jakob Knappich das Acetylenwerk Augsburg. Aus den Anfangsbuchstaben der Unternehmensbezeichnung „Keller und Knappich Augsburg“ wird schließlich KUKA.